# Martiniana Po
Martiniana Po es una localidad y comune italiana de la provincia de Cuneo, región de Piamonte, con 764 habitantes. Famosa por el museo del piropo.

## Evolución demográfica
| Gráfica de evolución demográfica de Martiniana Po entre 1861 y 2001 |
|                                                                     |
| Fuente ISTAT - elaboración gráfica de Wikipedia                     |